# Sycon kerguelense
Sycon kerguelense är en svampdjursart som beskrevs av Urban 1908. Sycon kerguelense ingår i släktet Sycon och familjen Sycettidae. Inga underarter finns listade i Catalogue of Life.